# Rebecca Allen
Rebecca Allen est une artiste numérique et designer, pionnière de l'animation 3D, inspirée par l’esthétique du mouvement, l’étude de la perception et du comportement et le potentiel créatif des nouvelles technologies. Son œuvre, qui s'étend sur près d'un demi-siècle et prend la forme de vidéos expérimentales, de performances à grande échelle, de simulations en direct et d'installations artistiques en réalité virtuelle et augmentée, aborde les questions de genre, d'identité et de condition humaine dans un contexte où la technologie redéfinit notre appréhension de la réalité.
Elle a collaboré avec l'artiste Nam June Paik, la chorégraphe Twyla Tharp, les musiciens Mark Mothersbaugh (Devo), Peter Gabriel, ou encore le groupe Kraftwerk.

## Formation
Rebecca Allen a commencé sa pratique artistique au début des années 1970 alors qu'elle préparait un Bachelor of Fine Arts à la Rhode Island School of Design. En 1980 elle a obtenu une maîtrise en sciences dans le cadre de l'Architecture Machine Group (prédécesseur du MIT Media Lab) au Massachusetts Institute of Technology,.

## Œuvres choisies

### Swimmer (1981)
Swimmer est une boucle vidéo qu'Allen a conçue pour montrer l'animation du corps humain à l'aide de la technologie. Elle a été présentée lors de l'exposition intitulée A Retrospective, en 1986 au SIGGRAPH

### Steps (1982)
Steps est une performance vidéo inspirée du théâtre du Bauhaus, dans laquelle des personnes animées numériquement montent un escalier en boucle. Elle a aussi été présentée dans le cadre de l'exposition A Retrospective (1986).

### The Catherine Wheel (1982)
Pour créer The Catherine Wheel, Allen a collaboré avec la chorégraphe Twyla Tharp, qui a ensuite utilisé l'animation obtenue pour son film du même titre sur PBS,. Allen a composé cette pièce alors qu'elle travaillait au laboratoire d'infographie du New York Institute of Technology. Elle a produit l'animation de Sainte-Catherine en plaçant un wireframe mathématiquement dérivé autour de l'interprète, ce qui permettait chaque pas effectué par l'interprète. Une image-clé a été capturée pour permettre l'illusion d'un mouvement continu de la danseuse

### Musique Non-Stop (1983/1986)
Rebecca Allen a réalisé le clip du titre Musique Non-Stop du groupe Kraftwerk, sorti en 1986. On y voit notamment le groupe modélisé en 3D. Ces images avaient en fait été réalisées en 1983 à l'aide du logiciel d'animation faciale développé par le New York Institute of Technology, qui était alors ce qui se faisait de plus avancé dans le domaine.

### Emergence (1997-2001) [logiciel utilisé pour The Bush Soul, Coexistence]
Ce système logiciel basé sur PC a été créé par Rebecca Allen, qui l'envisage comme une création artistique à part entière. Le système simule des environnements tridimensionnels et des personnages animés autonomes. Les agents de cette réalité virtuelle sont affichés en temps réel. Les utilisateurs-interacteurs deviennent des éléments de l'œuvre. Le système propose d'autres éléments : musique, voix, sons d'ambiance, qui accentuent la sensation d'immersion et permis aux spectateurs d’utiliser des formes de communication qui reposent sur des gestes, des mouvements et des comportements.

## Expositions et performances artistiques
- 1986 : « Nageur », SIGGRAPH 1986 : une rétrospective, Dallas, Texas[5].
- 1998 : « The Bush Soul (#2) », exposition Art et esthétique de la vie artificielle, Université de Californie, Los Angeles[12].
- 1998 : « Bush Soul (#2) », 19 – 24 juillet 1998 : SIGGRAPH 1998 : Touchware, Orlando, Floride[13].
- 1999 : « L'âme du Bush (#3) », SIGGRAPH 1999, ACM Siggraph, Orlando, Floride[14].
- 1999 : "L'âme du Bush (#3)", Ars Electronica 1999 : Lifescience, Ars Electronica Linz, Linz[15].
- 1999 : « The Bush Soul (#3) », exposition Interactive Frictions, Université de Californie du Sud, Los Angeles[16].
- 1999 : « L'âme du Bush (#2) », exposition Matériel - Immatériel, Centre culturel Claudio Trevi, Bolzano BZ, Italie[17].
- 2000 : « The Bush Soul (#3) », Shift-CTRL : exposition Computers, Games and Art, Beall Center for Art and Technology, Université de Californie à Irvine, Irvine[18].
- 2000 : « The Bush Soul (#3) » Exposition Internet As Cyborg, festival Artfutura, Barcelone[19],[20].
- 2001 : « The Bush Soul (#3) » festival SIGGRAPH 2001, ACM Siggraph, Orlando, Floride[21].
- 2001 : « The Bush Soul (#3) », Exposition de réalités mixtes, (Coexistence) Interaction Design Institute Ivrea Gallery, Ivrea, Italie[22].
- 2001 : « The Bush Soul (#3) », exposition Ground Zero, The Tech Museum of Innovation, San Jose[23].
- 2003 : Femmes et sciences (Génomiquement vôtre) (The Bush Soul #3) Galerie Universal Concepts Unlimited, New York, État de New York[24].
- 2003 : Sound & Vision - The Music Video ( Musique Non-Stop ) Tokyo Metropolitan Museum of Photography, commissaire : Tomoe Moriyama, décembre 2002-février 2003, Tokyo, Japon[25].
- 2003 : Installation et performance « Le cerveau mis à nu ». Tanzhaus NRW, Düsseldorf, Allemagne[26].
- 2012 : 13- Galeries d'architecture et de design (Né par nécessité) Musée d'art moderne, New York, État de New York[27].
- 2016 : Installation artistique en réalité virtuelle, Gazelli Art House, Londres, Royaume-Uni[28].

## Récompenses
- 1981–1982 – Emmy pour la réalisation exceptionnelle dans la conception du générique de Walter Cronkite's Universe de CBS[29].